# Limont (Anthisnes)
Ne pas confondre avec Limont, section de la commune belge de Donceel
Limont est un hameau de la commune belge d'Anthisnes en Région wallonne.
Avant la fusion des communes, Limont faisait partie de la commune de Tavier.

## Histoire
Au Moyen Âge, Limont appartenait à la seigneurie de La Chapelle, une des sept Seigneuries d'au-delà des Bois, relevant du Duché de Limbourg, enclave dans la Principauté de Liège. Limont faisait partie de la commune de Tavier jusqu'en 1978 ou elle a fusionné avec celle d'Anthisnes.

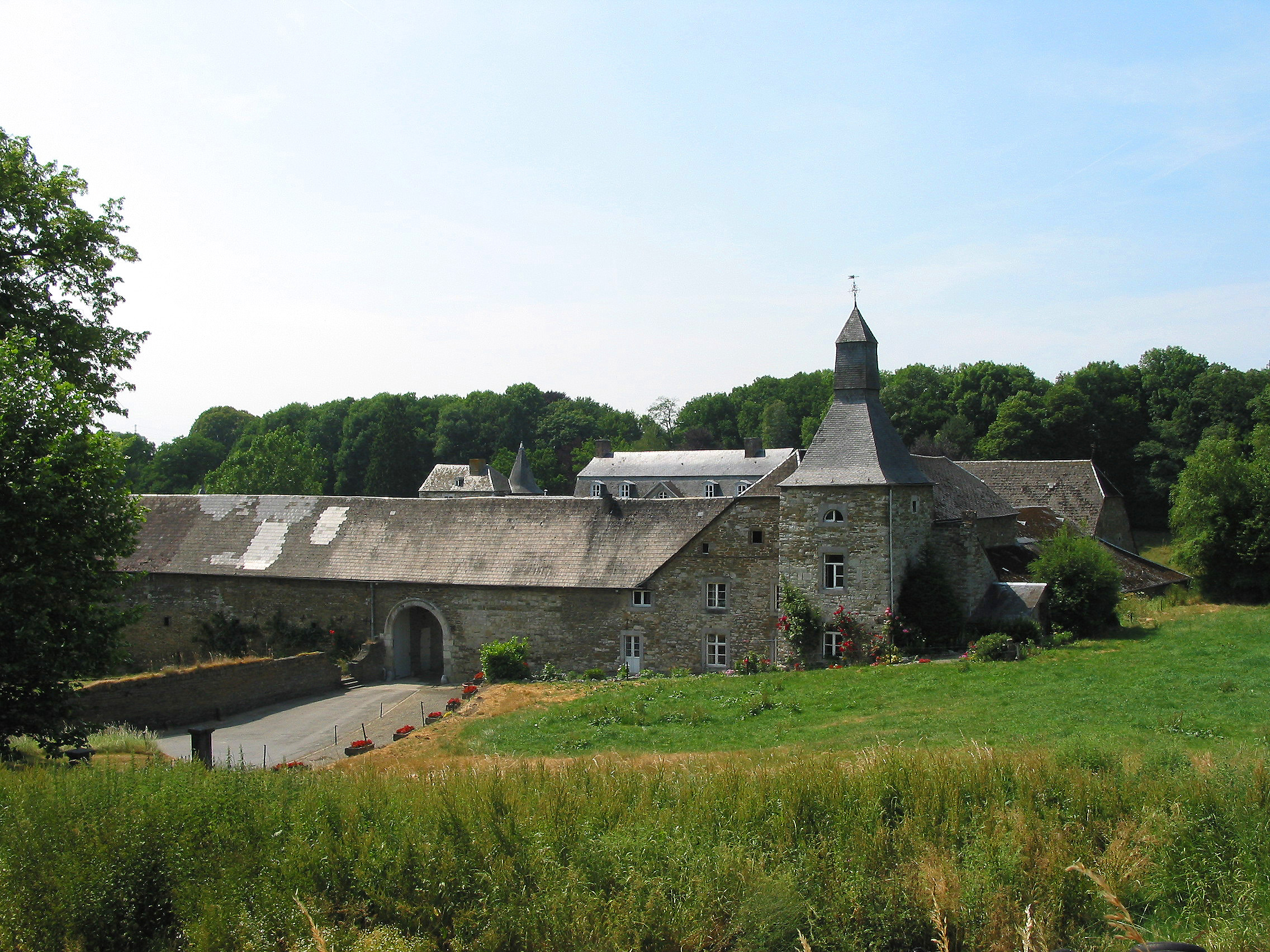
La ferme de la Chapelle (XVe siècle -XIXe siècle) entre Limont et Berleur

## Le hameau
Limont peut être caractérisé comme étant un hameau de crête aux constructions pour la plupart du XIXe siècle à dominante de moellons de grès. L'habitat récent est de type pavillonnaire et les matériaux utilisés sont la brique et la tuile. Le hameau a aussi une petite chapelle.

### Culture
Limont possède son terrain de tennis, appartenant au Tennis Club d'Anthisnes, ainsi qu'une école communale. Chaque week-end de Pentecôte depuis 2000 est organisée la fête à Limont. 